# Manzano High School
Die Manzano High School ist eine  High School  im Schulbezirk Albuquerque Public Schools innerhalb des Bernalillo Countys und befindet sich im Nordosten der US-amerikanischen Großstadt Albuquerque im US-Bundesstaat New Mexico.

## Alumni
- Holly Holm (2000), US-amerikanische Mixed Martial Arts Kämpferin[2]
- Lynne Russell, ehemalige CNN-Reporterin[3]